# Antonio Ferrante Gonzaga

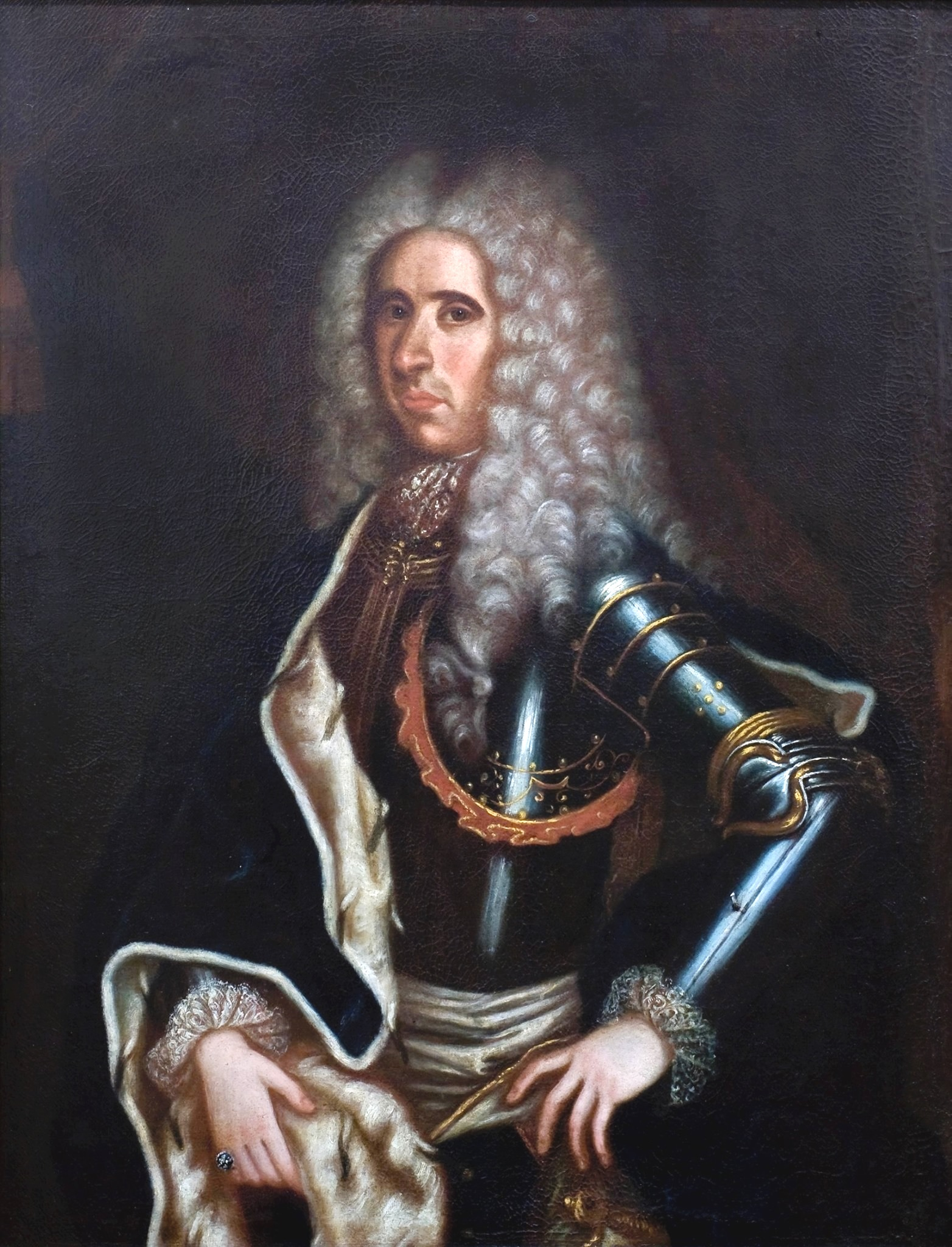
Antonio Ferrante Gonzaga

Antonio Ferrante Gonzaga ( 9 de diciembre de 1687 - 16 de abril de 1729 ) era hijo del duque Vicente Gonzaga (duque de Guastalla) y Maria Vittoria Gonzaga , hija de su primo Ferrante III Gonzaga, duque de Guastalla. Sucedió a su padre a partir del 28 de abril de 1714 , el año de su muerte.

## Biografía
Sin embargo, Antonio Ferdinando no era apto para reinar sobre el ducado, ya juzgado por la guerra de sucesión española, cuando los ejércitos austríaco y francés lo habían devastado. De hecho era un bifolco, rudo, ignorante y lisiado; su única preocupación era cazar, lo que lo llevó a su muerte prematuramente: cuando regresó una noche de una partida de caza, el joven duque, cansado y empapado de la lluvia, temiendo un resfriado, desnudo, se frotó el cuerpo con el alcohol, se acercó a la chimenea desnudo y se incendió. Murió el 16 de abril de 1729, a la edad de 41 años, después de tres días de atroz agonía.

## Matrimonio
En su primer matrimonio, se casó con Margherita Cesarini y, a la muerte de este último, se volvió a casar el 23 de febrero de 1727 con Theodora de Hesse (6 de febrero de 1706 -23 de enero de 1784 ), hija del Landgrave Philip de Hesse-Darmstadt .
El matrimonio no dio herederos y, tras la muerte de Antonio Ferrante, fue sucedido por su hermano menor, Giuseppe Maria.
- Datos: Q321033
- Multimedia: Antonio Ferrante Gonzaga, Duke of Guastalla / Q321033